# Juraj Lukačević
Juraj Lukačević (15. stoljeće, hrvatski graditelj).
Juraj Lukačević, zadarski graditelj. U arhivskim dokumentima prvi se put spominje 1437. godine. U Zadru je imao vlastitu radionicu. 1444. godine izveo je veći građevinski zahvat kraj crkve sv. Donata, kada je srušivši ranije kuće na njihovom mjestu izgradio sedam novih jednokatnica. 1449. gradio je na kućama u vlasništvu samostana sv. Krševana, a godinu dana poslije u Ulici sv. Mihovila gradi kuću za Nikolu Cocarija.
Njegove najznačajnije poznate gradnje su dvije crkve na Dugom otoku koje su se sačuvale do danas. Prva je samostanska crkva sv. Mihovila u Zaglavu. Gradnja crkve je prema ugovoru započela 1445. godine. Prema ugovoru crkva je morala biti izgrađena od tamnog kamena, presvođena, visoka i široka kao crkva sv. Mateja u Zadru. Crkva je bila dovršena 1458. o čemu svjedoči i glagoljski natpis na njenim vratima: "na oktavu pokojenja Gospoje" ( 9. kolovoza 1458.).
Crkva je sačuvana u originalnom obliku. Jedino joj je pridodana sakristija uz svetište.
1465. Juraj Lukačević je sklopio ugovor o gradnji druge crkve, u Salima, danas župna crkva Uznesenja Marijina. No za razliku od crkve u Zaglavu, saljska se crkva nije sačuvala u izvornom obliku. 1581. srušeno joj je svetište i znatno je pregrađena. Od Lukačevićeve crkve ostali su sačuvani zidovi crkvene lađe i svoda, okrugli prozor i sporedna vrata u gotičkom slogu.